# ポルトガルの映画
ポルトガルの映画（ - えいが）は長い歴史があり、19世紀後半のメディアの誕生まで遡ることができる。1950年代にはノヴォ・シネマ（字義的には「新しい映画」）と呼ばれる動きが活発になっていった。

## サイレント映画
ポルトガルにおけるサイレント映画の歴史は1896年6月18日にリスボンでロバート・ウィリアム・・ポールのアニマトグラフィーの上映によって始まった。これはリュミエール兄弟がパリで上映を行った6ヵ月後のことである。

## 音声映画

### Comédia à portuguesa
ポルトガル映画には "Comédia à portuguesa" というジャンルがある。これはエスタド・ノヴォの始まった時期に始まり、最初の作品は1933年の "A Canção de Lisboa" である。このジャンルは続く20年の間、大変な人気を誇ったが1950年代に徐々に下火になり、1960年代にはノヴォ・シネマに取って変わられた。

### ノヴォ・シネマ
詳細はノヴォ・シネマを参照
ノヴォ・シネマとは1963年から1974年の間にポルトガルで製作されたアヴァンギャルドな作品を指す。著名な監督には フェルナンド・ロペス、パウロ・ローシャ、アントニオ・ダ・クーニャ・テリスといった人物がいた。この動きは同時期に起こったイタリアのネオレアリズモやフランスのヌーヴェルヴァーグの影響を受けていた。

## 2000年代
2005年、13本の長編映画が公開された。そのうちの1本はスペインと共同制作のアニメーション映画であった。この年に最も人気のあった作品はCarlos Coelho da Silva監督の" O Crime do Padre Amaro" （エッサ・デ・ケイロース著の『アマーロ神父の罪』が原作）で、300,000以上の観客を集め、130,000,000ユーロの興行収益を上げた。翌年、22本の長編映画（うち5本はドキュメンタリー）が公開され、最も成績の良かった作品はJosé Sacramento監督のコメディ "Filme da Treta" は270,000以上の観客、100,000,000ユーロの売り上げを挙げた。

## 著名な映画人

### 監督
- アウベルト・セイシャス・サントス en:Alberto Seixas Santos
- アントニオ・ダ・クーニャ・テリス en:António da Cunha Telles
- アントニオ・フェレイラ en:António Ferreira
- アントニオ・ペドロ・ヴァスコンセロス en:António-Pedro Vasconcelos
- フェルナンド・ロペス en:Fernando Lopes (filmmaker)
- フェルナンド・マトス・シルヴァ
- ジョアン・ボテリョ en:João Botelho
- ジョアン・カニージョ en:João Canijo
- ジョアン・セーザル・モンテイロ
- ジョアン・マリオ・グリロ
- ジョアン・ペドロ・ロドリゲス João Pedro Rodrigues
- ホアキム・レイタオ en:Joaquim Leitão
- ジョゼ・フォンセカ・エ・コスタ en:José Fonseca e Costa
- ルイス・ガルバオ・テレシュ en:Luís Galvão Teles
- マヌエル・ダ・フォンセカ en:Manuel da Fonseca
- マノエル・デ・オリヴェイラ
- マルコ・マルティンス en:Marco Martins
- マルガリーダ・ジル
- マリア・デ・メディロス
- マリオ・バロッソ
- パウロ・ローシャ
- ペドロ・コスタ
- リカルド・コスタ

### 俳優
- ベアトリス・バタルダ
- ホアキン・デ・アルメイダ
- レオノール・シルヴェイラ
- ルシア・モニス
- ルイス・ミゲル・シントラ
- マリア・デ・メディロス
- ヌーノ・ロペス